# Матата мала
Мата́та мала (Poodytes gramineus) — вид горобцеподібних птахів родини кобилочкових (Locustellidae). Мешкає в Австралії та Індонезії.

## Опис

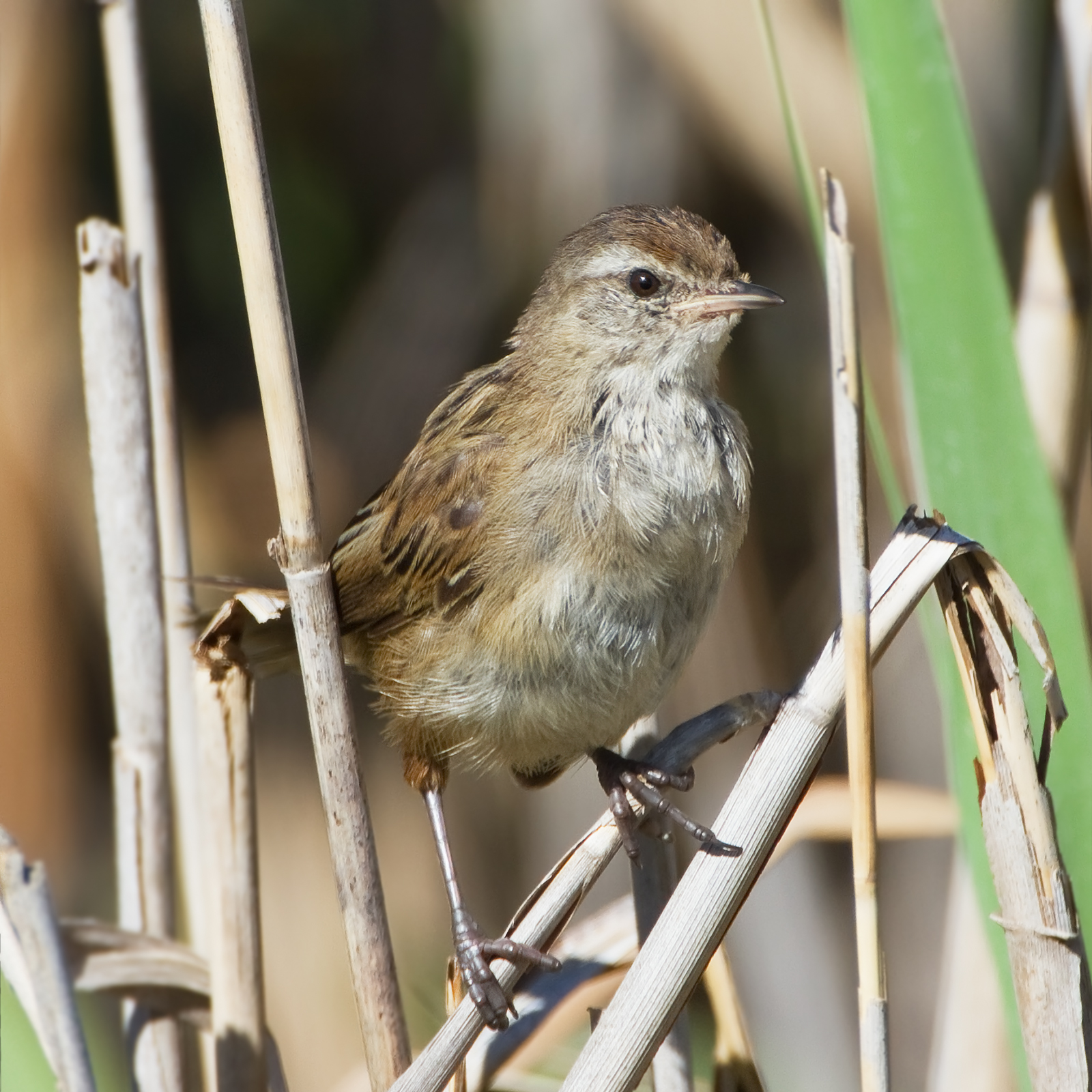
Молода мала матата

Довжина птаха становить 13-15 см, враховуючи довгий хвіст. Самці є декщо більшими за самиць. Верхня частина тіла коричнево-сіра, над очима бліді "брови", нижня частина тіла світло-сіра. Тіло поцятковане темно-сірими смужками. Крила темні, пера на них мають білі края.

## Підвиди
Виділяють чотири підвиди:
- P. g. papuensis (Junge, 1952) — озеро Паніаі[en] (Папуа);
- P. g. goulburni (Mathews, 1912) — схід Австралії (за винятком півострова Кейп-Йорк);
- P. g. thomasi (Mathews, 1912) — південний захід Австралії (від затоки Шарк-Бей до міста Есперанс);
- P. g. gramineus (Gould, 1845) — Тасманія і острови Бассової протоки.

## Поширення і екологія
Малі матати живуть в очеретяних заростях на болотах і солончаках, в чагарникових і мангрових заростях. Живляться комахами та іншими дрібними безхребетними. Ведуть переважно кочовий спосіб життя. Сезон розмноження триває з серпня по грудень. Гніздо глибоке, чашоподібне, робиться з трави і стебел, встелюється пір'ям, розміщується у високій траві, очереті або в низьких чагарниках. В кладці від 3 до 5 білуватих або рожевуватих яйця.